# Alfredo, o Poeta Perturbado
Alfredo, o Poeta Perturbado (Hallfreðr Óttarsson ou Hallfreðr vandræðaskáld) (aprox. 965 – aprox. 1007) foi um escaldo islandês. Ele é o protagonista da Saga de Hallfreðar segundo a qual ele era o poeta da corte primeiro de Haquino Sigurdsson, então de Olavo Tryggvason e finalmente de Érico Hakonarson. Uma quantidade significante de poesias de Alfredo foi preservada, primariamente em Saga de Hallfreðar e as sagas dos reis, mas alguns fragmentos também são citados em Skáldskaparmál.